# Nottensdorf
Nottensdorf (dolnoniem. Nottensdörp) – gmina w Niemczech, w kraju związkowym Dolna Saksonia, w powiecie Stade, wchodzi w skład gminy zbiorowej Horneburg.